# タカヒロ
タカヒロ（本名：今泉 貴博（いまいずみ たかひろ）、男性、1981年〈昭和56年〉 - ）は、日本のゲームシナリオライター・漫画原作者・小説家・脚本家。株式会社ホークアイ（みなとそふと）代表。東京都渋谷区生まれ。

## 略歴
東京都渋谷区生まれ。中学生の時に神奈川県へ引っ越す。
学生時代は毎日ゲームセンターに通うほどデジタルゲーム好きだったので、専門学校卒業後にPCゲームメーカー・インターハートにプログラマーとして入社した。ところが社内で急に企画の人材が必要となった際「小学校のときに作文をほめられた」と発言したのをきっかけに業務を任され、基礎から脚本の書き方を学ぶこととなった。その企画が大ヒット作となる『姉、ちゃんとしようよっ!』である。
『少女人形 〜愛と飼育の日々〜』でシナリオライターとしてデビュー、その後『悪戯4』を制作する。
前述の『姉、ちゃんとしようよっ！』は同社の姉妹ブランドきゃんでぃそふとから発売された。次作『つよきす』でも企画・シナリオを手がけ、これもまた大ヒットとなる。
2006年に「自分が本当にやりたいことをするには独立するしかない」と決意してインターハートを退社し、株式会社ホークアイと新ブランド・みなとそふとを設立する。このときまだ20代半ばという若さだったため、後に「本当に怖かった」と述懐している。2007年5月25日、同ブランドのデビュー作となる『君が主で執事が俺で』が発売された。
出世作となった『姉しよ』から『きみある』に至るまで、原画家・白猫参謀（旧・最神扇道）とコンビを組んで作品制作をしていたが、『真剣で私に恋しなさい!!』（原画家・wagi）以降は原画家を固定せず作品制作を行うようになった。
活動はゲームだけに限られず、『きみある』を原作としたテレビアニメではシリーズ構成を務めたほか、『BugBug』のメディアミックス企画『15美少女漂流記』ではキャラクター&世界観原案を、また2010年には漫画『アカメが斬る!』の原作を務めている。また、『電撃G'sマガジン』ではショートコラム「わくわくみなと情報局」を執筆。

## 作風
『姉、ちゃんとしようよっ!』によって美少女ゲーム業界に姉ゲーブームを巻き起こしたため、「姉萌え」の草分けとされる。
タカヒロの作品では、しばしば声優の顔ぶれがファンの話題になる。これは、シナリオの力点を登場人物の掛け合いに置いているため、セリフが特に重要となり、それを読み上げる声についてもよく吟味を重ねているからである。
作品のアイディアを考案する過程では、まず自らがオタクであることを絶対条件としたうえで、話題となっている漫画・アニメ・映画などを鑑賞して興味の幅を広げていき、そこから取り組むべきコンセプトを抽出して制作につなげていく。

## 作品リスト

### コンピュータゲーム

#### ぷちDEVIL作品
- 少女人形 〜愛と飼育の日々〜（2002年8月30日発売）

#### インターハート作品
- 悪戯4 〜俺達の戦闘車輌〜（2002年11月29日発売）

#### きゃんでぃそふと作品
- 姉、ちゃんとしようよっ!（2003年6月27日発売）
- 姉、ちゃんとしようよっ!2（2004年6月25日発売）
- つよきす（2005年8月26日発売）

#### みなとそふと作品
- 君が主で執事が俺で（2007年5月25日発売）
- 真剣で私に恋しなさい!!（2009年8月28日発売）
- 真剣で私に恋しなさい!S（2012年1月27日発売）
- 真剣で私に恋しなさい!A（A-1：2013年1月18日、A-2：2013年7月12日、A-3：2014年2月28日、A-4：2014年11月28日、A-5：2016年4月26日、パッケージ版：2016年12月22日、猟犬ルートアフター：2019年12月28日発売）
- クロガネ回姫譚-閃夜一夜-（2015年1月29日発売）
- 少女たちは荒野を目指す（2016年3月25日発売）
- 我が姫君に栄冠を（2021年3月26日発売）[4]
- 我が姫君に栄冠を 将軍の誘惑（2021年9月30日発売）

#### みなとカーニバル作品
- 辻堂さんの純愛ロード（2012年9月28日発売）
- 辻堂さんのバージンロード（2013年8月30日発売）
- 姉小路直子と銀色の死神（2015年3月27日発売）
- みなとカーニバルFD（2017年8月25日発売）
- 和香様の座する世界（2019年4月26日発売）
- クロガネ回姫譚-絢爛華麗-（2021年8月27日発売）

#### クリアワールド・プロジェクト作品
- CLEARWORLD -クリアワールド-（2020年9月25日発売）[5]

#### みなとカーニバルWorld作品
- クロカミサマの晩餐（2022年1月21日発売）

### スマートフォン向けゲームアプリ
- 結城友奈は勇者である 花結いのきらめき（2017年6月8日 - 2022年10月28日、シナリオ） - コンシューマ版へ移植予定
- RELEASE THE SPYCE secret fragrance（2019年2月12日 - 2020年3月31日、シナリオ）
- ワールドダイスター 夢のステラリウム（2023年7月26日 - 配信中、ストーリー原案）
- レスレリアーナのアトリエ 〜忘れられた錬金術と極夜の解放者〜（2023年9月23日 - 配信中、ストーリー原案・シリーズ構成・シナリオ監修）

### 漫画原作
- アカメが斬る![6]（漫画：田代哲也、『月刊ガンガンJOKER』連載、2010年4月号 - 2017年1月号、全16巻）
- アカメが斬る!零（漫画：戸流ケイ、『月刊ビッグガンガン』連載、2013年Vol.11 - 2019年Vol.2、全10巻）
- ヒノワが征く!（漫画：strelka、『月刊ビッグガンガン』連載、2017年Vol.07[7] - 2022年Vol.07、全8巻）
- 魔都精兵のスレイブ（漫画：竹村洋平、『少年ジャンプ+』連載、2019年1月5日 - 、既刊18巻）
- 獄卒クラーケン（作画：戸流ケイ、『月刊ビッグガンガン』連載、2022年Vol.09[8] - 、既刊5巻）

### 小説
- 鷲尾須美は勇者である（執筆、2014年12月20日発売、全1巻）
- 乃木若葉は勇者である（企画原案、シリーズ構成、2015年 - 2017年、全2巻）
- 楠芽吹は勇者である（企画原案、シリーズ構成、2017年 - 2018年 、全1巻）
- 結城友奈は勇者である 勇者史外典（企画原案・監修、2020年 - 2021年 、全2巻）

### アニメ
- つよきす Cool×Sweet（構成協力）
- 君が主で執事が俺で（シリーズ構成、脚本）
- 15美少女漂流記（キャラクター&世界観原案）
- サムライフラメンコ（脚本：6話、8話、12話、15話、17話、19話、20話）
- アカメが斬る!（原作、シナリオ監修）
- 結城友奈は勇者である（エグゼクティブプロデューサー、企画原案、脚本：《結城友奈の章》2話、5話、7話、8話、10話、《鷲尾須美の章》2話、3話、4話、《勇者の章》2話、4話、5話）
- RELEASE THE SPYCE（企画原案、シリーズ構成[9]、脚本：1話、2話、3話、5話、9話、10話、11話、12話）
- ゆるゆり、（脚本）
  - みにゆり（脚本[10]）
- ワールドダイスター（ストーリー原案）

### その他
- ワールドダイスター（ストーリー原案[11]）